# 伊藤裕康 (実業家)
伊藤 裕康（いとう ひろやす、1934年10月15日 - ）は、日本の実業家、中央魚類株式会社代表取締役会長兼CEO、東京都水産物卸売業者協会会長、一般社団法人豊洲市場協会会長、一般社団法人全国水産物卸協会最高顧問。

## 人物・経歴
1934年、東京都生まれ。1959年3月、立教大学経済学部卒業。同年4月、中央魚類株式会社入社。
常務取締役、専務取締役を歴任後、1997年、代表取締役社長に就任。2010年、代表取締役会長兼CEOに就任。
東京都水産物卸売業者協会会長、一般社団法人豊洲市場協会会長、大日本水産会相談役を務める。豊洲移転前の築地市場でも一般社団法人築地市場協会会長を務めるともに、現在最高顧問を務める一般社団法人全国水産物卸協会の会長も務めた。
2012年には、食品産業優良企業等表彰（農林水産大臣賞流通部門）を受賞し、2013年には食品産業功労賞を受賞した。2016年、旭日中綬章を受章。